# Natur-Energi
Natur-Energi var et grønt dansk energiselskab, med fokus på salg af bæredygtig strøm og hjælp til energibesparelser.

## Historie
Natur-Energi er et dansk energiselskab, der blev stiftet i 2007 med en målsætning om at være "Danmarks grønne elselskab"  Firmaet sælger strøm fra vedvarende energikilder, f.eks. vindkraft, vandkraft og biomasse, til private og virksomheder i Danmark.
Hovedproduktet Ren Energi markedsføres som klimavenlig strøm , og er godkendt og certificeret af WWF Verdensnaturfonden. Når man er kunde hos selskabet, går et beløb pr. brugt kWh til investering i udbygning af ny vedvarende energi. Driftsoverskuddet fra disse nye vedvarende energianlæg bliver også geninvesteret. Dermed skabes en kumulativ effekt, der skal sikre mere og mere ny vedvarende energi over tid.
Selskabet har også et samarbejde med Folkekirkens Nødhjælp om elproduktet Nødstrøm , hvor kunderne – udover at bidrage til ny vedvarende energi – også donerer til organisationens arbejde mod sult, tørke, oversvømmelser og andre konsekvenser af klimaforandringerne.
I august 2010 lancerede Natur-Energi i samarbejde med miljøorganisationen Verdens Skove produktet Elskov , der på lignende vis kombinere vedvarende energi med donation til bæredygtig skovforvaltning og regnskovsbevarelse i Honduras.
Natur-Energi blev det første danske energiselskab, der fik rejst møller på baggrund af øremærkede beløb fra kunderne. I 2012 investerede selskabet i 20 pct. af et vindmølleprojekt med to Vestas 2 MW-møller i Polen.
Siden 2012 har Natur-Energi arbejdet aktivt for at fremme den generelle konkurrence på elmarkedet ved blandt andet at udfordre de gamle elselskabers eneret til at byde på de såkaldte forsyningspligtområder.
Selskabet senere solgt og i 2023 blev Natur-Energis kunder overdraget til NRGI.

## Kritik og bedømmelser
Natur-Energi har gentagne gange fået kritik i medierne for deres forretningsmetoder. EkstraBladet berettede i 2009 om en kunde som ufrivilligt blev kunde hos Natur-Energi og efterfølgende måtte kæmpe for at komme ud af el-selskabet. TV2's forbrugerprogram BASTA kunne fortælle om lignende hændelser, hvor kunder følte sig snydt til at blive kunder i Natur-Energi. Brancheorganisationen Dansk Energi iværksatte i 2009 en undersøgelse af Natur-Energis kundehåndtering, der ikke viste nogen fejl og stort set ingen klager. I 2013 afslørede MetroExpress at op imod 1.000 kunder på få måneder var blevet kunder hos Natur-Energi mod deres vilje. En datafejl hos el-selskabet betød samtidig at Natur-Energi havde lagt personfølsommme oplysninger om klagerne på internettet. MetroExpress kunne i samme ombæring også afsløre, at crackere grundet dårlig it-sikkerhed hos Natur-Energi, har haft nem adgang til statens database over elmarkedet, Datahubben.
Natur-Energi vandt sammen med Folkekirkens Nødhjælp Partnerskabsprisen ved Climate Cup 09 i Bella Center. Prisen gik til deres fælles elprodukt NØDSTRØM, der både sikrer ny vedvarende energi og klimahjælp til verdens fattigste 
Natur-Energi A/S er af miljøorganisationen NOAH i 2009 blevet kåret til Danmarks grønneste produkt. .

## Ekstern henvisning
- Officiel hjemmeside

55°42′10.45″N 12°32′54.25″Ø / 55.7029028°N 12.5484028°Ø